# Ottó Boros
Ottó Boros (Békéscsaba, 5 de agosto de 1929-Szolnok, 18 de diciembre de 1988) jugador húngaro de waterpolo.

## Biografía
Fue parte del equipo que ganó la medalla de oro de 1956 de Melbourne y 1964 en Tokio en waterpolo. Fue miembro del Comité Olímpico.

## Clubs
- Szolnoki Dózsa SC ( Hungría)

## Títulos
Como jugador de waterpolo de la selección de Hungría
- 6 veces campeón de la liga de Hungría de waterpolo masculino (1954,1957,1958,1959,1961,1964)

Como jugador de waterpolo de la selección de Hungría
- Oro en los juegos olímpicos de Tokio 1964
- Bronce en los juegos olímpicos de Roma 1960
- Oro en los juegos olímpicos de Melbourne 1956
- Campeón de Europa - 1954,1958,1962